# Goles 24 Horas
Goles 24 Horas era un programa de televisión chileno, de tipo deportivo, el cual era transmitido todos los sábados y domingos a las 21:30 horas (GMT-4) por TVN.
Este programa presenta en exclusiva los goles del torneo nacional de fútbol chileno. Comenzó sus emisiones el domingo 30 de enero de 2011 luego de que Televisión Nacional de Chile comprara los derechos de transmitirlos. El acuerdo entre la televisora y el CDF (Canal del fútbol) es hasta diciembre de 2012. 
Este programa presenta Los mejores Goles de la fecha, goles de los chilenos que juegan en el extranjero, los goles del Torneo Chileno de Primera División y un resumen de la Primera B.
Su antecesora en el estreno de los goles fue Pasión de Primera de Mega.